# Andrea Sacco
Andrea Sacco (Carpino, 10 ottobre 1911 – Carpino, 17 marzo 2006) è stato un cantante e musicista italiano, interprete soprattutto di canti tradizionali carpinesi.

## Biografia
Andrea Sacco è nato in una famiglia di cantautori e suonatori di musica tradizionale: tali erano infatti gli zii e suo fratello Rocco Antonio. La sua occupazione primaria è stata quella di contadino, fino alla Guerra d'Etiopia a causa della quale fu chiamato al fronte.
Fatto prigioniero e trasferito in varie località, rimase assente dal suo paese natale e lontano dalla moglie per 13 anni. Rimpatriato, fu assunto come dipendente comunale con il ruolo di messo. Ha vissuto gli ultimi due anni della sua vita a letto, per le conseguenze di una brutta caduta.
Il suo talento come cantautore e suonatore è unanimemente riconosciuto. Un ruolo altrettanto grande gli è riconosciuto per la sua memoria, che gli ha consentito, fino alla sua scomparsa, di essere depositario di centinaia di sonetti. Il più noto di questi è Accomë j'eia fa' p'ama 'sta donnë, impropriamente diffusa e conosciuta (grazie soprattutto alla versione della Nuova Compagnia di Canto Popolare) come Tarantella del Gargano.

## Ricerche etnomusicologiche
La figura di Andrea Sacco è molto nota tra gli etnomusicologi che hanno operato negli anni Sessanta e Settanta.
Il suo particolare virtuosismo nel cantare e suonare la chitarra battente è stato oggetto di numerosi studi e pubblicazioni.
La prima ricerca documentata risale al 1966, ad opera di Roberto Leydi e Diego Carpitella. Tale ricerca si concluse con la pubblicazione di un suo brano sul disco "Folklore Musicale Italiano, vol.3" e con uno spettacolo di musica popolare (Sentite buona gente) al Teatro Piccolo di Milano.
Stando alle dichiarazioni di Roberto de Simone, Andrea Sacco fu anche oggetto di una ricerca da lui condotta nel 1965 che condusse alla nota "Tarantelle del Gargano", pubblicata sull'album "Lo Guarracino" dalla Nuova Compagnia di Canto Popolare. Tuttavia, sebbene la copertina interna dell'album riporti che il brano è stato raccolto a Carpino, il nome di Andrea Sacco non è comunque citato.
Negli anni settanta, il gruppo Musicanova, di cui facevano, all'epoca, parte Eugenio Bennato, Teresa De Sio, Carlo d'Angiò e Robert Fix, si recò più volte a Carpino per documentare Andrea Sacco, Rocco Antonio Sacco, Rocco Di Mauro ed altri depositari della musica tradizionale carpinese. Molte di quelle registrazioni furono rielaborate e pubblicate tanto da Musicanova quanto dai singoli componenti nelle loro carriere da solisti.
Negli anni ottanta sono documentate una serie di ricerche. È del 1987 la ricerca di Ettore de Carolis depositata nel Centro Nazionale Studi di Musica Popolare di Roma, col numero 135. La raccolta, come spiega lo stesso De Carolis, contiene 23 brani registrati tutti a Carpino e si completa con 28 foto "che scattai personalmente. Non professionali, ma che raccontano...". Del 1988 ulteriori rilevazioni di Roberto Leydi, che però non coinvolgono Andrea Sacco ma Antonio Piccininno.
Negli anni novanta è la volta di Salvatore Villani, autore di una ricerca confluita nel CD I cantatori e sunatori di Carpino, pubblicato dalla casa discografica Nota di Udine, e di Pino Gala confluita nel CD La Tarantella del Gargano, pubblicato dalla casa discografica Ethnica.
Una lunga intervista sulla sua vita è stata pubblicata nel 2005. Il libro contiene anche due cd audio, uno con stralci dell'intervista trascritta, e l'altro con una serie di sonetti suonati e cantati da Andrea, raccolti in diversi periodi storici (Andrea Sacco suona e canta, a cura di Enrico Noviello, edizioni Aramirè).
Il film di 50' di Maurizio Sciarra, Chi ruba donne (2000), prodotto da Fandango e Rai, mai mandato in onda dalla televisione pubblica, contiene lunghe interviste a tutti i Cantori di Carpino, ed in special modo ad Andrea Sacco. C'è la storia dei suoi inizi, i gruppi di cui ha fatto parte e quelli che lui ha fondato. C'è una serenata con la sua più famosa tarantella Donna che stai affacciata alla finestra, conosciuta anche come Garofano d'ammore, composta quando faceva la corte alla ragazza che sarebbe diventata sua moglie, serenata cantata davanti alla tomba di sua moglie. Lì lui indicava anche quello che sarebbe stato il loculo in cui voleva essere seppellito. Ma diceva anche "Io non morirò mai perché chi canta non muore mai".  Il film si chiude con un suo saluto, ironico e favolistico insieme, come sapeva fare lui: "Buona notte a tutti quanti. Pure al lupo!"